# 宣府左卫
宣府左卫，明洪武二十六年（1393年）为防御蒙古置，治今河北省宣化县。二十八年改为宣府护卫。建文四年（1402年）徙治保定府（即今河北保定市），复为宣府左卫。宣德五年（1430年）还治今宣化县。清顺治十年（1653年）并入宣府前卫。 